# Wasserturm Steyr

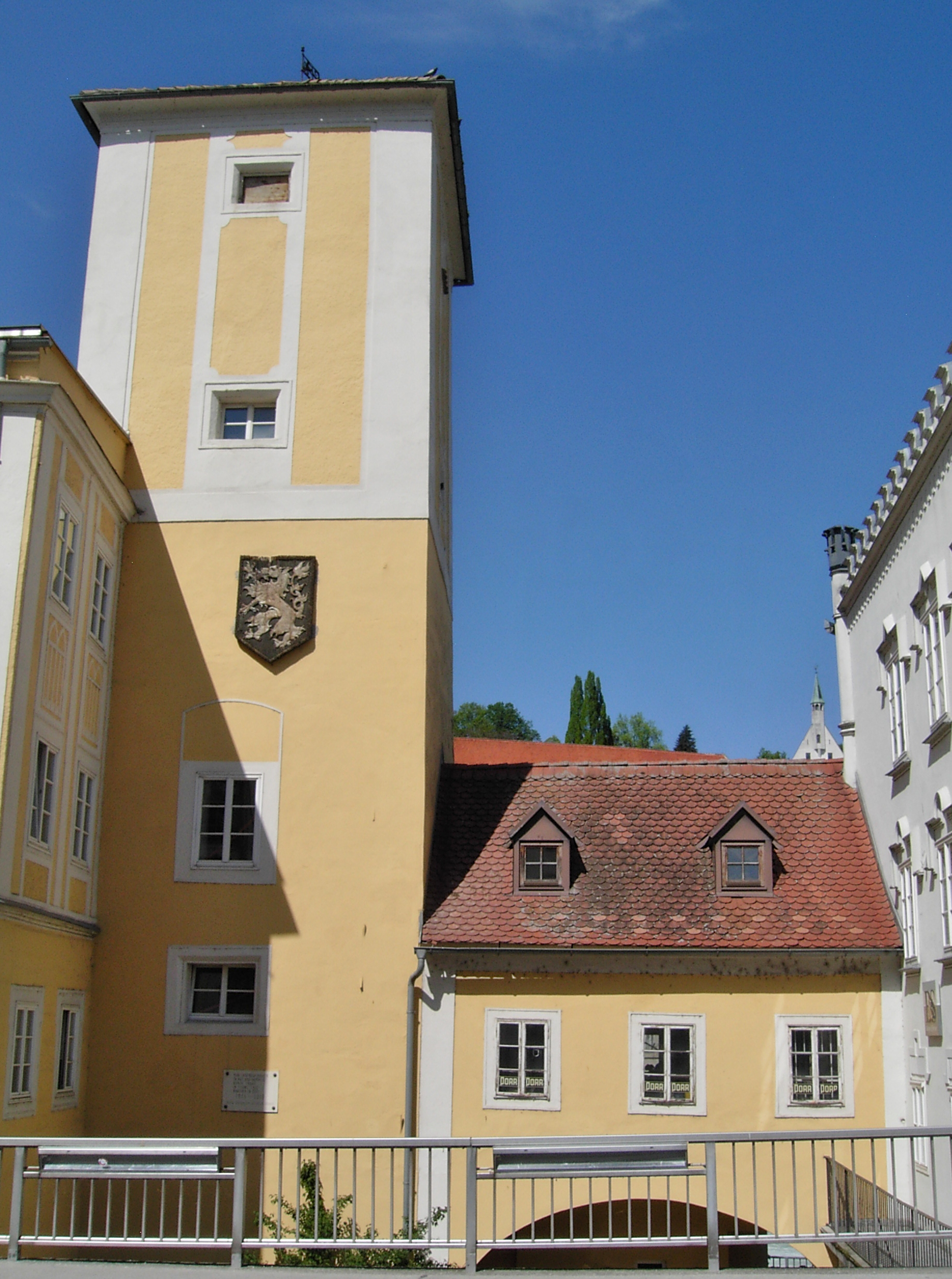
Wasserturm und Anbau, Südfassade. Blick von Zwischenbrücken

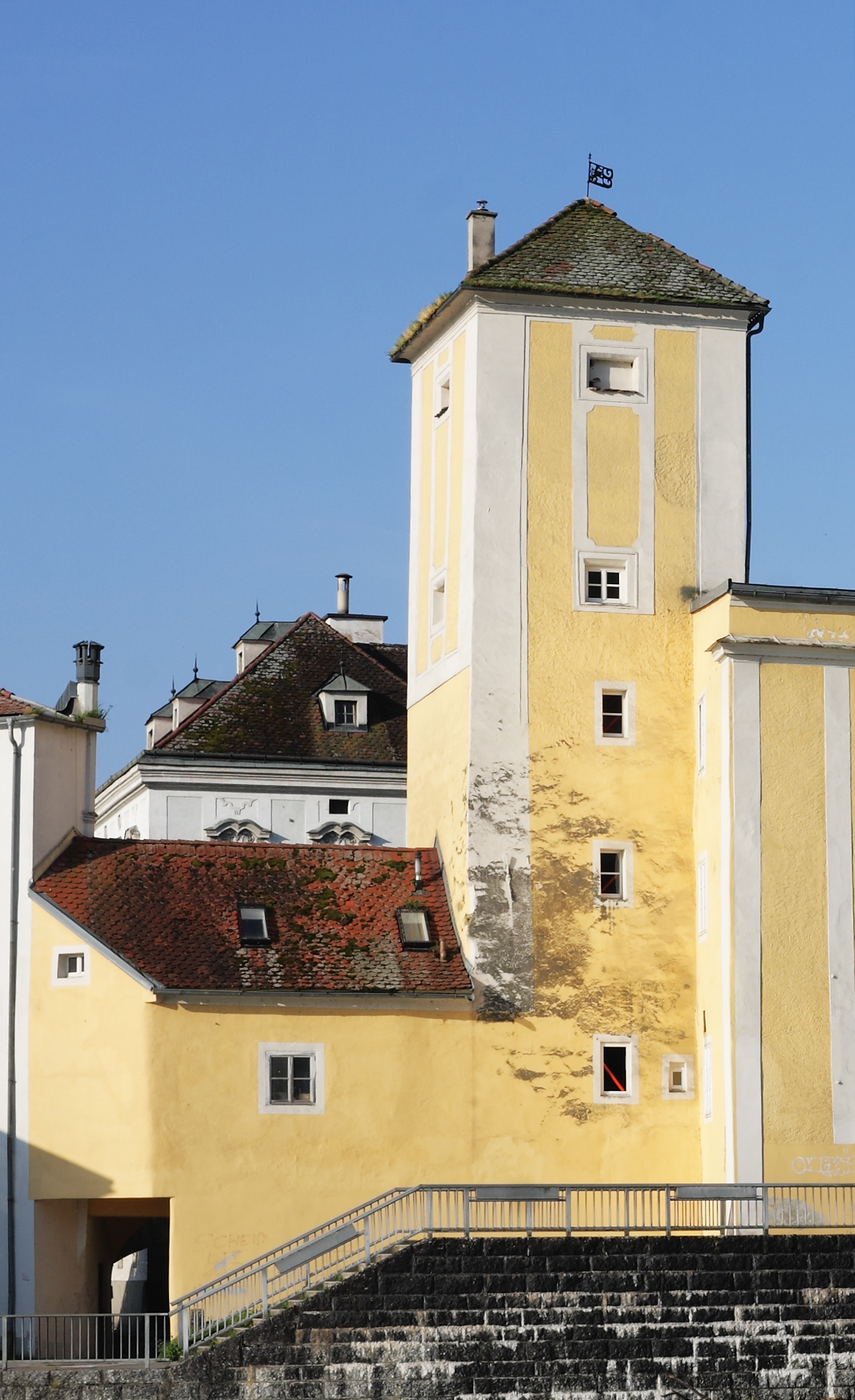
Nordfassade. Blick vom Ortskai

Der Steyrer Wasserturm steht in der Stadt Steyr in Oberösterreich. Der Wasserturm mit Anbau (Zwischenbrücken 3) wurde 1572–1574 erbaut und diente zur Wasserversorgung des Stadtplatzes.

## Geschichte
Im 1572–1574 von Michael Aidn für die Stadt errichteten Wasserturm (auch Ennsturm) war ein Wasserspeicher untergebracht. Dieser wurde durch ein, von einem Wasserrad in der Steyr angetriebenen, Pumpwerk mit Flusswasser befüllt und versorgte den Neptun- und den Poseidonsbrunnen am Stadtplatz. Der Glockengießer Dominik Staffelmayr ersetzte 1824 das alte Pumpwerk durch eine neue, einfachere Konstruktion und 1864 erhielt der Turm eine neue Blecheindeckung. Besitzer ab 1875 war Ludwig Werndl, der den Turm, das Pumplokal und das angebaute Wohnhaus um 11.000 fl erwarb. Im Jahr 1909 war das Gebäude bereits sehr baufällig und die Waffenfabriksgesellschaft wollte nicht die Erhaltung, sondern nur den Abbruch finanzieren. Eine Intervention der k. k. Zentralkommission für Denkmalpflege verhinderte den Abbruch. Stattdessen wurde nur der Turm, der sich bereits bis 32 cm geneigt hatte, um 8 Meter gekürzt. Die Pumpanlage war bis 1948 in Betrieb. In den 1960er Jahren sollte zeitweilig das gesamte Ensemble in Zwischenbrücken abgebrochen werden, um Platz für neue größere Brückenbauten zu schaffen. Dies wurde jedoch verworfen und stattdessen der Turm und die benachbarten Objekte Nr. 1 und  2 (Fischergschirr)  1974/75 renoviert.

### Eiserner Panther
Der Eiserne Panther an der Südfassade ist eine Kriegsnagelung (Wehrschild) von 1915. Das Holzmodell, in das die Nägel eingeschlagen wurden, stammt vom Leo Zimpel. Die Einnahmen betrugen 7000 Kronen. Auf der weiter unten angebrachten Widmungstafel steht zu lesen: Von unserem Ringen / In Not und Schmerz / Kunde trage / In ferne Tage / Panther in Erz! Stifterin ist die Frauen-und-Mädchen-Ortsgruppe Südmark.

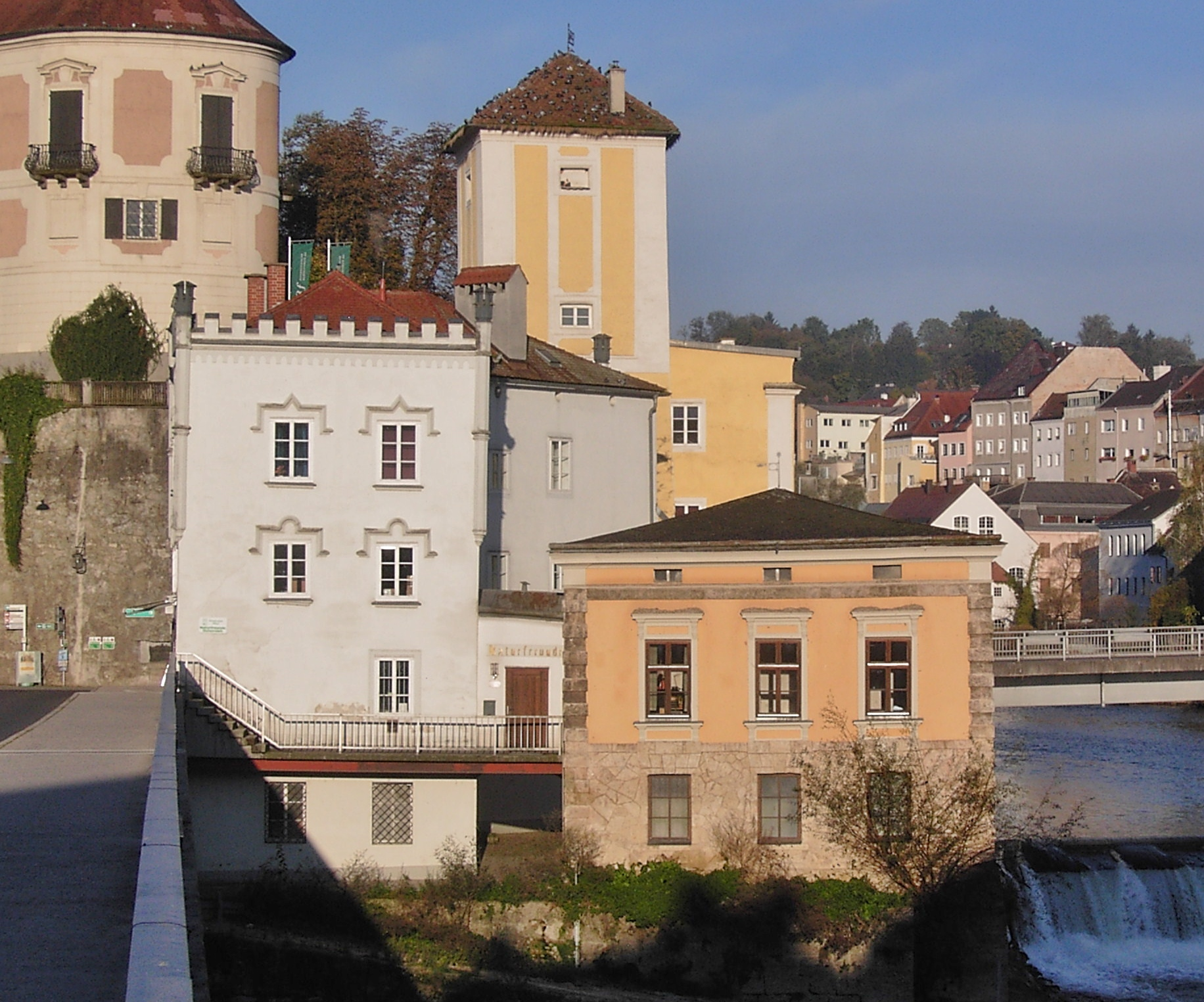
Fischergschirr mit Wasserturm
Der Turm in ursprünglicher Höhe (1908)
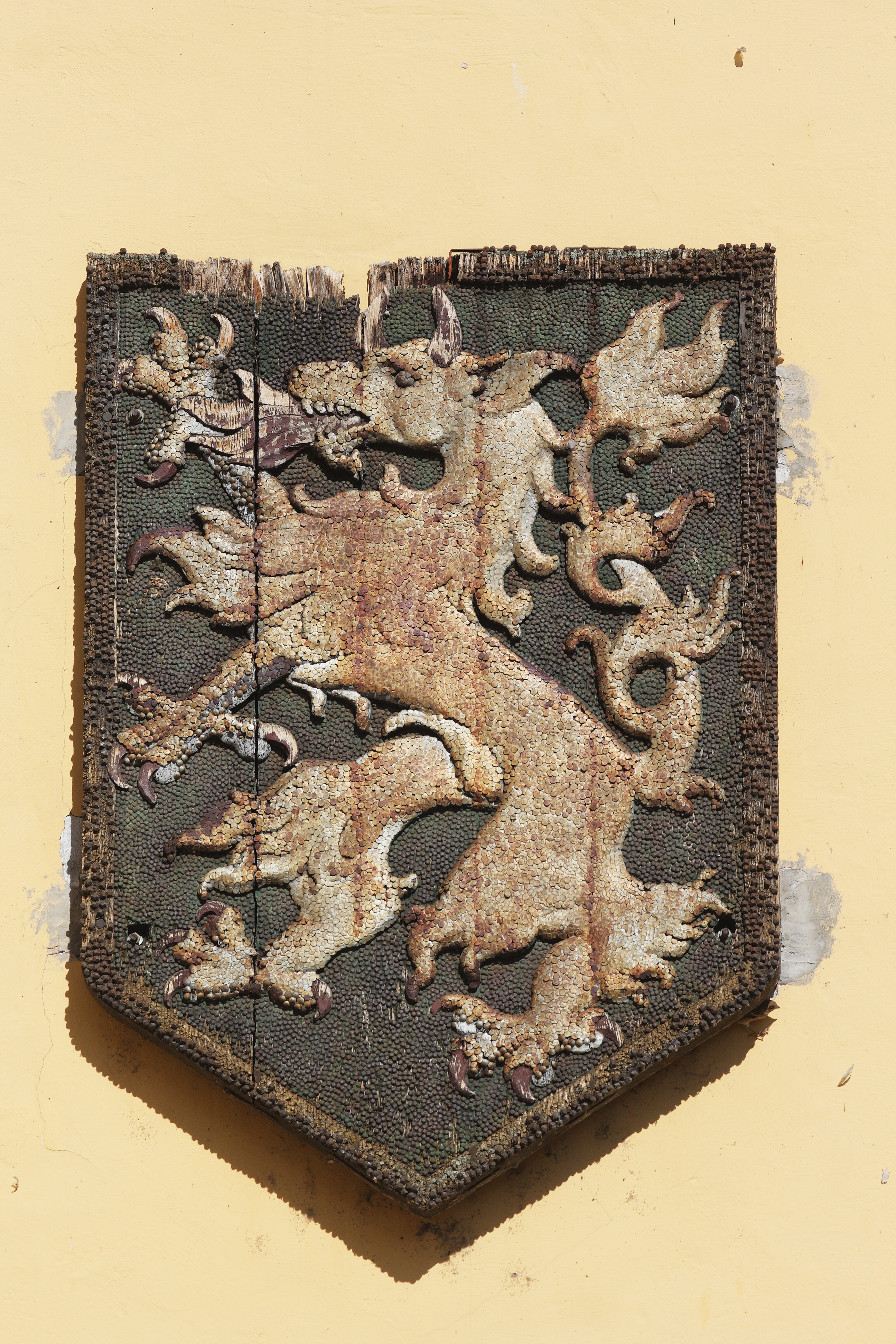
Der Eiserne Panther
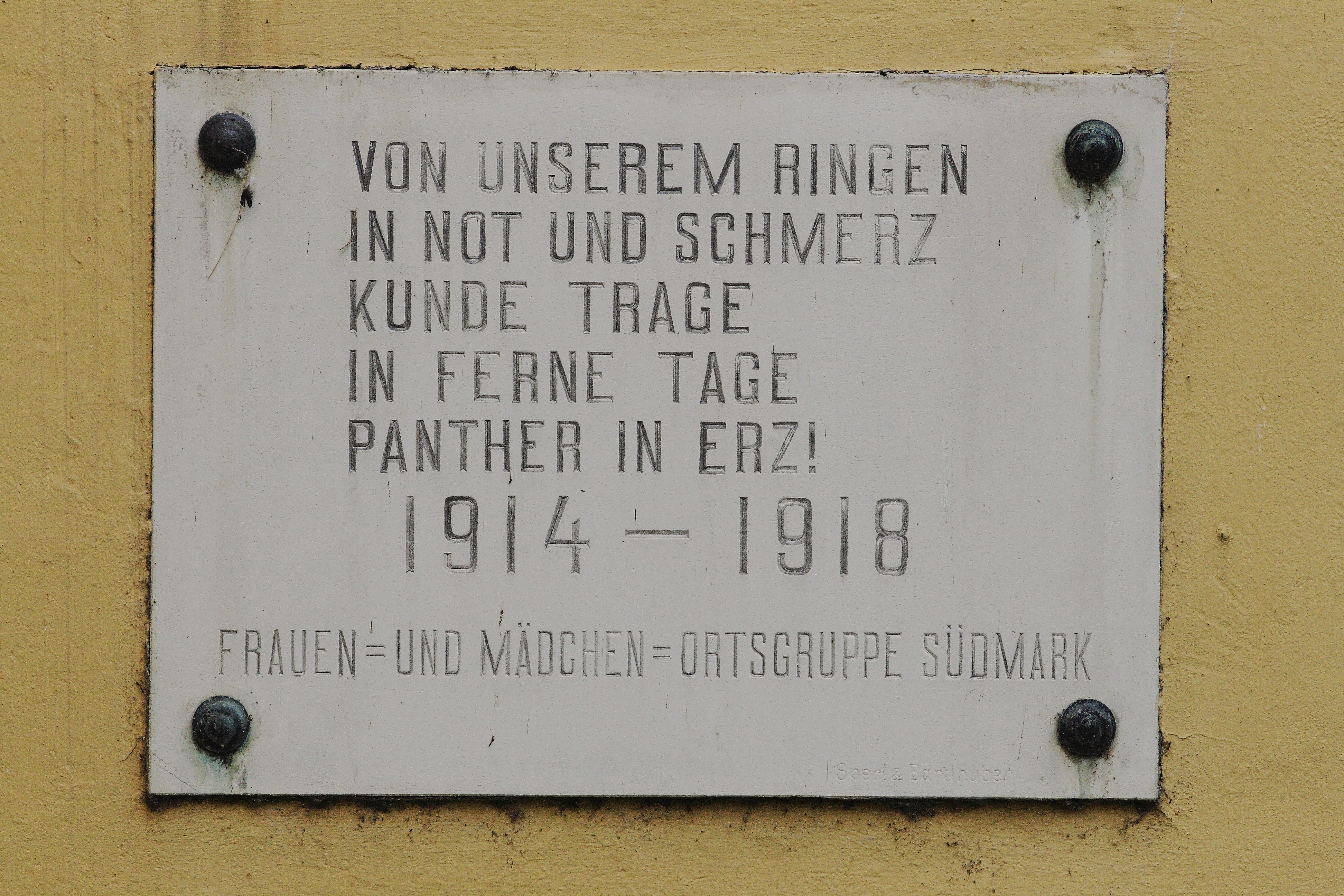
Die Widmungstafel